# Cercle de Natation Bruxelles
El Cercle de Natation Bruxelles es un club acuático belga con sede en la ciudad de Bruselas.

## Historia
El Cercle de Natation Bruxelles se funda en 1890 y es el primer club acuático que se funda en Bélgica. 

## Palmarés
- 26 veces campeón de la liga de Bélgica de waterpolo masculino[2]

## Presidentes
Los presidentes desde 1890:
- Leempoels Frans (1890-1902)
- Mulle Frans (1902-1910)
- Jules Pierret (1910-1922)
- Feyaerts Fernand (1922-1925)
- Sadzawka Ernest (1925-1960)
- Philippe Lefebvre (1963-1975)
- Teresa Lefebvre (1975-1979)
- Huby Claude (1980-1983)
- Voget Pierre (1983-1993)
- Yves Vander Auwera (1993-2004)
- Jean-Luc Wauters (Desde 2004)